# Karin Pittner
Karin Pittner (* 1960) ist eine deutsche Sprachwissenschaftlerin.

## Leben
Karin Pittner studierte ab 1980 Anglistik und Germanistik in München und erwarb 1986 den Magister in den Fächern Germanistische Linguistik, Englische Literaturwissenschaft und Neuere Deutsche Literatur. Von 1986 bis 1987 war sie wissenschaftliche Mitarbeiterin am Institut für Deutsche Philologie der Universität München. Nach der Promotion 1989 in Germanistischer Linguistik mit den Nebenfächern Theoretische Linguistik und Neuere Deutsche Literatur war sie von 1989 bis 1999 wissenschaftliche Assistentin und Privatdozentin am Institut für Linguistik der Universität Stuttgart. Nach der Habilitation 1997 ist sie seit 1999 C4-Professorin für Germanistische Linguistik an der Ruhr-Universität Bochum.
Karin Pittner ist verheiratet mit Robert Jakob Pittner, der Lehraufträge in Germanistik an der Ruhr-Universität Bochum und der TU Dortmund hat.

## Schriften (Auswahl)
- Akkusativobjekt, Akkusativobjektsätze und Objektsprädikate im Deutschen: Untersuchungen zu ihrer Syntax und Semantik. Niemeyer, Tübingen 1990, ISBN 3-484-30251-8.
- Adverbiale im Deutschen: Untersuchungen zu ihrer Stellung und Interpretation. Stauffenburg, Tübingen 1999, ISBN 3-86057-450-7.
- Einführung in die germanistische Linguistik. 2. Auflage. WBG, Darmstadt 2016, ISBN 978-3-534-26794-1.
- mit Judith Berman: Deutsche Syntax: Ein Arbeitsbuch. 7., überarbeitete und erweiterte Auflage. Narr, Tübingen 2021, ISBN 978-3-8233-8411-3.